# Бурцева, Светлана Викторовна
Светлана Викторовна Бурцева (род. 14 ноября 1985, Березники, Пермская область) — российская самбистка, чемпионка и призёр чемпионатов России, мастер спорта России международного класса.

## Спортивные результаты
- Чемпионат России по самбо среди женщин 2010 года — ;
- Чемпионат России по самбо среди женщин 2011 года — ;
- Чемпионат России по самбо среди женщин 2013 года — ;
- Чемпионат России по самбо среди женщин 2014 года — ;
- Чемпионат России по самбо 2015 года — ;